# バラパサウルス
バラパサウルス (Barapasaurus) は、インドのジュラ紀初期の地層から発見された竜脚下目の恐竜である。大きな大腿骨の化石から、ベンガル語で「バラ」は「大きな」、「パ」は「脚」、ギリシア語で「サウルス」は「とかげ」という意味である。

## 概要

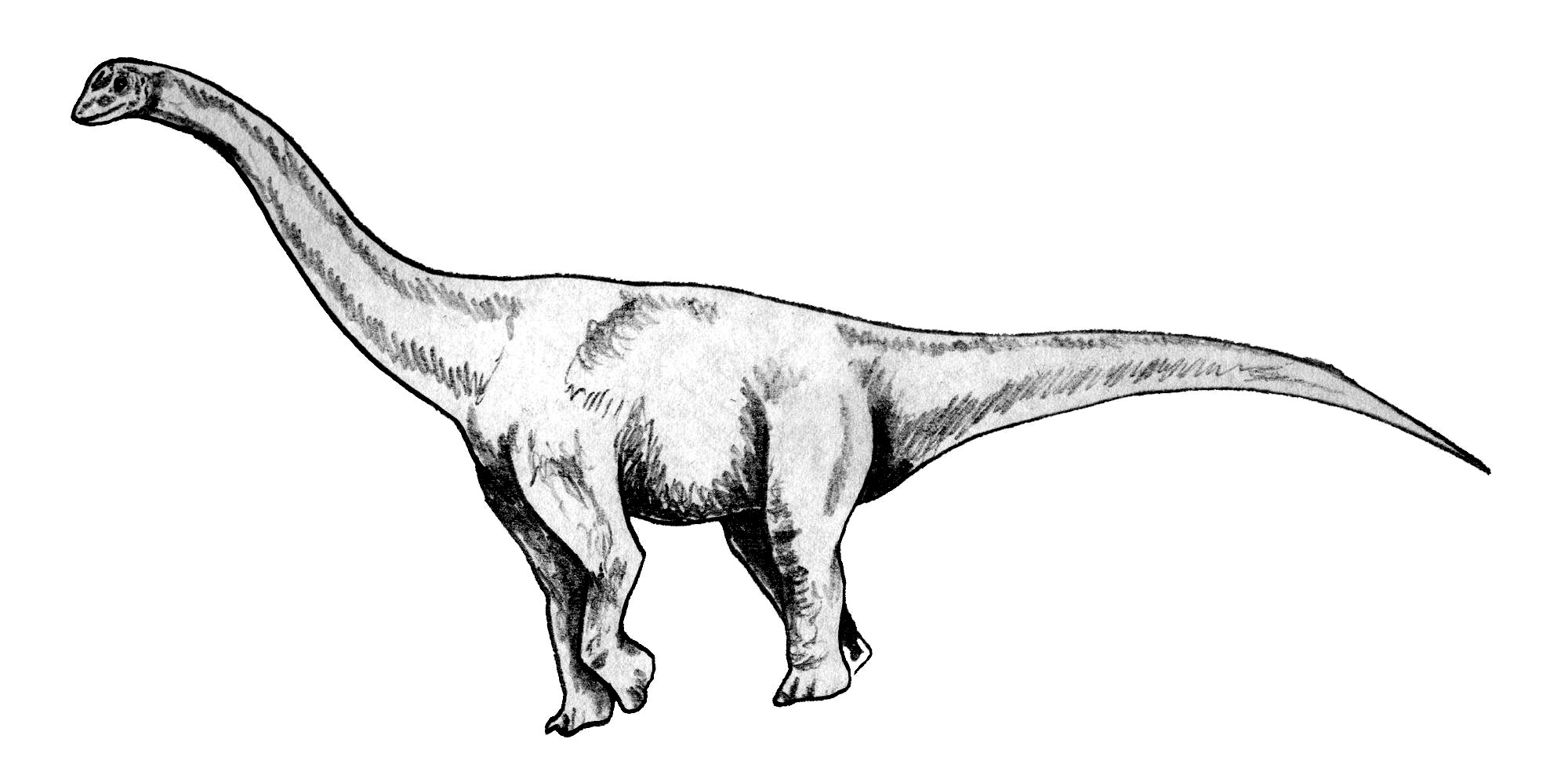
Barapasaurus tagorei

バラパサウルスは、ジュラ紀初期と竜脚下目では最初期の化石として注目を集めている。より正確には、1億8960万年から1億7650万年前の古世後期である。ブラキオサウルスのような後の竜脚下目は、餌を得るための戦略としてニッチな発達をしたが、バラパサウルスは一種の「全目的型」の恐竜であった。例えば、カマラサウルスのような後の竜脚下目は軽量化の手段として空洞のある脊椎を発達させた。一方、バラパサウルスの脊椎はほぼ中身が詰まっている。
恐竜の歴史のかなり初期の段階にいたにもかかわらず、バラパサウルスは体長約18m、体重約48トンに達した。尻までの高さは約5.5mであった。

## 環境
他の多くの竜脚下目と同様に、バラパサウルスは草食であった。しかし、頭蓋骨がまだ復元されていないため、正確な食糧はまだ分かっていない。数本の長い歯を持つことが知られているが、食べていたものを判断するには至っていない。

## 分類
バラパサウルスは、以前考えられていたケティオサウルス科ではなく、ブルカノドン科に分類される。骨格による調査が不十分なうちは、分類は確定しない。ブルカノドン科の特徴である小さい仙骨により現在の分類がなされたが、椎孔上部の椎弓が高いなど、脊椎の特徴はケティオサウルス科と共通している。
この属で現在知られている種は、B. tagorsiのみである。

## 発見
バラパサウルスの骨の化石は1960年にインドで初めて発見された。しかし、1975年になって初めてこの化石がタイプ標本として認められ、コルカタのJain、Kutty、Roy-Chowdhury、Chatterjeeらにより初めて公表された。
その後、5体の骨格がインド南部のゴダヴァリの渓谷で発見された。しかし、それらには頭蓋骨も脚の骨も欠けており、関連する調査もほとんど行われていない。